# Hanbury Island
Hanbury Island – niezamieszkana wyspa należąca do archipelagu arktycznego znajdująca się w regionie Kivalliq, Nunavut, Kanada.